# فینال‌های ان‌بی‌ای ۲۰۰۳
فینال‌های ان‌بی‌ای ۲۰۰۳ مرحلهٔ قهرمانی اتحادیهٔ ملی بسکتبال (ان‌بی‌ای) در فصل ۰۳–۲۰۰۲ و پایان‌بخش بازی‌های حذفی ۲۰۰۳ می‌باشد. تیم سن آنتونیو اسپرز به عنوان قهرمان کنفرانس غرب در یک سری بهترین از هفت که با مزیت خانگی برای این تیم همراه بود بود به مصاف تیم نیوجرسی نتس به عنوان قهرمان کنفرانس شرق رفت. در پایان تیم اسپرز با نتیجهٔ ۴ بر ۲ توانست سری را به سود خود تمام کند و برای دومین مرتبه قهرمانی ان‌بی‌ای را از آن خود کند. تیم دانکن مهاجم تیم اسپرز نیز به عنوان ارزشمندترین بازیکن سری قهرمانی انتخاب شد. بازی‌های این دور در ایالات متحده از ABC با گزارش برد نسلر، بیل والتون، و تام تالبرت پخش گردید.
مستند فینال‌های ۲۰۰۳ توسط راد هیوستون روایت شد که پس از این سه سری فینال دیگر را روایت کرده‌است.
این نخستین سری پایانی ان‌بی‌ای از ۱۹۹۵ بود که از فونت خط سنتی در نشان‌وارهٔ خود استفاده می‌کرد. در طی چندین سال نشان‌وارهٔ سری قهرمانی ان‌بی‌ای از نام فینال‌های ان‌بی‌ای به همراه سال و جام لری اوبراین با پس زمینهٔ سیاه رنگ بیضوی شکل تشکیل شده بود.

### مسیر فینال‌ها
| سن آنتونیو اسپرز (قهرمان کنفرانس غرب)                         | سن آنتونیو اسپرز (قهرمان کنفرانس غرب) | نیوجرسی نتس (قهرمان کنفرانس شرق) | نیوجرسی نتس (قهرمان کنفرانس شرق)                                     |
| ------------------------------------------------------------- | ------------------------------------- | -------------------------------- | -------------------------------------------------------------------- |
| الگو:2002–03 NBA West standingsسید یکم در غرب، رکورد برتر لیگ | فصل عادی                              | فصل عادی                         | الگو:2002–03 NBA East standingsسید دوم در شرق، هشتمین رکورد برتر لیگ |
| پیروزی برابر (۸) فینیکس سانز، ۴–۲                             | دور یکم                               | دور یکم                          | پیروزی برابر (۷) میلواکی باکس، ۴–۲                                   |
| پیروزی برابر (۵) لس آنجلس لیکرز، ۴–۲                          | نیمه‌نهایی‌های کنفرانس                  | نیمه‌نهایی‌های کنفرانس             | پیروزی برابر (۶) بوستون سلتیکس، ۴–۰                                  |
| پیروزی برابر (۳) دالاس ماوریکس، ۴–۲                           | فینال‌های کنفرانس                      | فینال‌های کنفرانس                 | پیروزی برابر (۱) دیترویت پیستونز، ۴–۰                                |

### سری‌های فصل عادی
این دو تیم در فصل عادی دو بار با هم دیدار کردند که با برد خانگی هر دو همراه بود:
| ۱۳ نوامبر ۲۰۰۲ |

|  |

| سن آنتونیو اسپرز ۸۲, نیوجرسی نتس ۹۱ |

| ۶ مارس ۲۰۰۳ |

|  |

| نیوجرسی نتس ۷۸, سن آنتونیو اسپرز ۹۲ |

## ترکیب شروع‌کننده
تالار مشاهیر بسکتبال نایسمیت ‡
| سن آنتونیو      | پست | نیوجرسی       |
| --------------- | --- | ------------- |
| تونی پارکر      | PG  | جیسون کید‡    |
| استیون جکسون    | SG  | Kerry Kittles |
| Bruce Bowen     | SF  | ریچارد جفرسون |
| تیم دانکن‡      | PF  | کنیون مارتین  |
| دیوید رابینسون‡ | C   | جیسون کالینز  |

## خلاصه سری
| بازی   | تاریخ   | تیم میزبان       | نتیجه        | تیم مهمان        |
| ------ | ------- | ---------------- | ------------ | ---------------- |
| بازی ۱ | ۴ ژوئن  | سن آنتونیو اسپرز | ۱۰۱–۸۹ (۱–۰) | نیوجرسی نتس      |
| بازی ۲ | ۶ ژوئن  | سن آنتونیو اسپرز | ۸۵–۸۷ (۱–۱)  | نیوجرسی نتس      |
| بازی ۳ | ۸ ژوئن  | نیوجرسی نتس      | ۷۹–۸۴ (۱–۲)  | سن آنتونیو اسپرز |
| بازی ۴ | ۱۱ ژوئن | نیوجرسی نتس      | ۷۷–۷۶ (۲–۲)  | سن آنتونیو اسپرز |
| بازی ۵ | ۱۳ ژوئن | نیوجرسی نتس      | ۸۳–۹۳ (۲–۳)  | سن آنتونیو اسپرز |
| بازی ۶ | ۱۵ ژوئن | سن آنتونیو اسپرز | ۸۸–۷۷ (۴–۲)  | نیوجرسی نتس      |

## خلاصه بازی‌ها
| ۴ ژوئن ۲۰۰۳ 7:30 pm |

| Recap |

| نیوجرسی نتس ۸۹, سن آنتونیو اسپرز ۱۰۱                                |  |                                                              |
| امتیاز بر پایه وقت: ۲۱–۱۸, ۲۱–۲۴, ۱۷–۳۲, ۳۰–۲۷                      |  |                                                              |
| امتیاز: کنیون مارتین ۲۱ ریباند: Kenyon Martin ۱۲ پاس : جیسون کید ۱۰ |  | امتیاز: تیم دانکن ۳۲ ریباند: Tim Duncan ۲۰ پاس: Tim Duncan ۶ |

| ۶ ژوئن ۲۰۰۳ 7:30 pm |

| Recap |

| نیوجرسی نتس ۸۷, سن آنتونیو اسپرز ۸۵                                     |  |                                                                |
| امتیاز بر پایه وقت: ۱۹–۱۸, ۲۲–۱۷, ۲۵–۲۱, ۲۱–۲۹                          |  |                                                                |
| امتیاز: Jason Kidd ۳۰ ریباند: Kidd, Harris همگی ۷ پاس : Kenyon Martin ۴ |  | امتیاز: تونی پارکر ۲۱ ریباند: Tim Duncan ۱۲ پاس: Tony Parker ۵ |

| ۸ ژوئن ۲۰۰۳ 8:30 pm |

| Recap |

| سن آنتونیو اسپرز ۸۴, نیوجرسی نتس ۷۹                             |  |                                                                      |
| امتیاز بر پایه وقت: ۱۵–۲۱, ۱۸–۹, ۲۱–۲۷, ۳۰–۲۲                   |  |                                                                      |
| امتیاز: Tony Parker ۲۶ ریباند: Tim Duncan ۱۶ پاس : Tim Duncan ۷ |  | امتیاز: Kenyon Martin ۲۳ ریباند: Kenyon Martin ۱۱ پاس: Jason Kidd ۱۱ |

| ۱۱ ژوئن ۲۰۰۳ 8:30 pm |

| Recap |

| سن آنتونیو اسپرز ۷۶, نیوجرسی نتس ۷۷                                           |  |                                                                     |
| امتیاز بر پایه وقت: ۱۸–۱۶, ۱۶–۲۹, ۲۳–۱۱, ۱۹–۲۱                                |  |                                                                     |
| امتیاز: Tim Duncan ۲۳ ریباند: Tim Duncan ۱۷ پاس : Parker, استیون جکسون همگی ۳ |  | امتیاز: Kenyon Martin ۲۰ ریباند: Kenyon Martin ۱۳ پاس: Jason Kidd ۹ |

| ۱۳ ژوئن ۲۰۰۳ 8:30 pm |

| Recap |

| سن آنتونیو اسپرز ۹۳, نیوجرسی نتس ۸۳                                     |  |                                                                 |
| امتیاز بر پایه وقت: ۱۹–۱۸, ۲۳–۱۶, ۲۴–۲۳, ۲۷–۲۶                          |  |                                                                 |
| امتیاز: Tim Duncan ۲۹ ریباند: Tim Duncan ۱۷ پاس : Duncan, Parker همگی ۴ |  | امتیاز: Jason Kidd ۲۹ ریباند: Kenyon Martin ۹ پاس: Jason Kidd ۷ |

| ۱۵ ژوئن ۲۰۰۳ 7:30 pm |

| Recap |

| نیوجرسی نتس ۷۷, سن آنتونیو اسپرز ۸۸                               |  |                                                                |
| امتیاز بر پایه وقت: ۲۵–۱۷, ۱۶–۲۱, ۲۲–۱۹, ۱۴–۳۱                    |  |                                                                |
| امتیاز: Jason Kidd ۲۱ ریباند: Kenyon Martin ۱۰ پاس : Jason Kidd ۷ |  | امتیاز: Tim Duncan ۲۱ ریباند: Tim Duncan ۲۰ پاس: Tim Duncan ۱۰ |

## آمارهای بازیکنان
سن آنتونیو اسپرز
| بازیکن          | GP | GS | MPG  | FG%   | 3FG%  | FT%   | RPG  | APG | SPG | BPG | PPG  |
| --------------- | -- | -- | ---- | ----- | ----- | ----- | ---- | --- | --- | --- | ---- |
| Bruce Bowen     | ۶  | ۶  | ۲۸٫۵ | ۰٫۲۳۳ | ۰٫۲۸۶ | ۱٫۰۰۰ | ۳٫۲  | ۰٫۸ | ۰٫۷ | ۰٫۳ | ۳٫۳  |
| Speedy Claxton  | ۶  | ۰  | ۱۲٫۵ | ۰٫۵۶۰ | ۰٫۰۰۰ | ۰٫۷۵۰ | ۱٫۰  | ۱٫۵ | ۰٫۷ | ۰٫۷ | ۶٫۲  |
| Tim Duncan      | ۶  | ۶  | ۴۳٫۸ | ۰٫۴۹۵ | ۰٫۰۰۰ | ۰٫۶۸۵ | ۱۷٫۰ | ۵٫۳ | ۱٫۰ | ۵٫۳ | ۲۴٫۲ |
| Danny Ferry     | ۳  | ۰  | ۱٫۰  | ۰٫۰۰۰ | ۰٫۰۰۰ | ۰٫۰۰۰ | ۰٫۰  | ۰٫۰ | ۰٫۰ | ۰٫۰ | ۰٫۰  |
| Manu Ginóbili   | ۶  | ۰  | ۲۸٫۷ | ۰٫۳۴۸ | ۰٫۲۱۴ | ۰٫۸۱۰ | ۴٫۵  | ۲٫۰ | ۲٫۲ | ۰٫۵ | ۸٫۷  |
| Stephen Jackson | ۶  | ۶  | ۳۵٫۵ | ۰٫۳۷۷ | ۰٫۳۵۷ | ۰٫۵۰۰ | ۴٫۲  | ۲٫۷ | ۱٫۲ | ۰٫۳ | ۱۰٫۳ |
| Steve Kerr      | ۴  | ۰  | ۵٫۰  | ۰٫۷۵۰ | ۱٫۰۰۰ | ۰٫۵۰۰ | ۰٫۳  | ۰٫۵ | ۰٫۳ | ۰٫۰ | ۲٫۰  |
| Tony Parker     | ۶  | ۶  | ۳۵٫۳ | ۰٫۳۸۶ | ۰٫۴۲۹ | ۰٫۶۰۹ | ۳٫۲  | ۴٫۲ | ۰٫۳ | ۰٫۲ | ۱۴٫۰ |
| David Robinson  | ۶  | ۶  | ۲۶٫۸ | ۰٫۶۱۱ | ۰٫۰۰۰ | ۰٫۷۰۰ | ۷٫۳  | ۰٫۷ | ۱٫۲ | ۱٫۸ | ۱۰٫۸ |
| Malik Rose      | ۶  | ۰  | ۲۱٫۲ | ۰٫۴۴۲ | ۰٫۰۰۰ | ۱٫۰۰۰ | ۳٫۸  | ۰٫۷ | ۰٫۵ | ۰٫۵ | ۷٫۷  |
| Steve Smith     | ۱  | ۰  | ۱٫۰  | ۰٫۰۰۰ | ۰٫۰۰۰ | ۰٫۰۰۰ | ۰٫۰  | ۰٫۰ | ۰٫۰ | ۰٫۰ | ۰٫۰  |
| Kevin Willis    | ۵  | ۰  | ۴٫۴  | ۰٫۳۳۳ | ۰٫۰۰۰ | ۱٫۰۰۰ | ۱٫۸  | ۰٫۰ | ۰٫۰ | ۰٫۲ | ۱٫۶  |

نیوجرسی نتس
| بازیکن            | GP | GS | MPG  | FG%   | 3FG%  | FT%   | RPG  | APG | SPG | BPG | PPG  |
| ----------------- | -- | -- | ---- | ----- | ----- | ----- | ---- | --- | --- | --- | ---- |
| Jason Collins     | ۶  | ۶  | ۲۵٫۲ | ۰٫۳۳۳ | ۰٫۰۰۰ | ۰٫۸۰۰ | ۴٫۷  | ۱٫۰ | ۰٫۷ | ۰٫۵ | ۳٫۷  |
| Lucious Harris    | ۶  | ۰  | ۲۰٫۸ | ۰٫۳۰۶ | ۰٫۳۳۳ | ۰٫۷۸۹ | ۲٫۷  | ۱٫۲ | ۰٫۳ | ۰٫۰ | ۶٫۵  |
| Richard Jefferson | ۶  | ۶  | ۳۸٫۲ | ۰٫۴۱۷ | ۰٫۰۰۰ | ۰٫۷۹۲ | ۶٫۵  | ۱٫۸ | ۱٫۳ | ۰٫۳ | ۱۳٫۲ |
| Anthony Johnson   | ۵  | ۰  | ۵٫۶  | ۰٫۵۵۶ | ۰٫۵۰۰ | ۰٫۰۰۰ | ۰٫۲  | ۰٫۲ | ۰٫۲ | ۰٫۰ | ۲٫۲  |
| Jason Kidd        | ۶  | ۶  | ۴۴٫۲ | ۰٫۳۶۴ | ۰٫۲۷۰ | ۰٫۸۳۳ | ۶٫۲  | ۷٫۸ | ۱٫۲ | ۰٫۲ | ۱۹٫۷ |
| Kerry Kittles     | ۶  | ۶  | ۳۱٫۳ | ۰٫۳۷۷ | ۰٫۳۰۴ | ۰٫۸۰۰ | ۴٫۲  | ۱٫۳ | ۱٫۸ | ۰٫۵ | ۱۰٫۸ |
| Kenyon Martin     | ۶  | ۶  | ۳۷٫۵ | ۰٫۳۴۳ | ۰٫۰۰۰ | ۰٫۶۶۷ | ۱۰٫۰ | ۲٫۲ | ۱٫۷ | ۲٫۳ | ۱۴٫۷ |
| Dikembe Mutombo   | ۶  | ۰  | ۱۳٫۷ | ۰٫۵۰۰ | ۰٫۰۰۰ | ۱٫۰۰۰ | ۲٫۸  | ۰٫۰ | ۰٫۵ | ۱٫۳ | ۲٫۳  |
| Rodney Rogers     | ۶  | ۰  | ۱۲٫۳ | ۰٫۳۲۳ | ۰٫۳۷۵ | ۰٫۸۳۳ | ۱٫۷  | ۰٫۵ | ۰٫۰ | ۰٫۰ | ۴٫۷  |
| Brian Scalabrine  | ۱  | ۰  | ۱٫۰  | ۰٫۰۰۰ | ۰٫۰۰۰ | ۰٫۰۰۰ | ۱٫۰  | ۰٫۰ | ۰٫۰ | ۰٫۰ | ۰٫۰  |
| Tamar Slay        | ۱  | ۰  | ۱٫۰  | ۰٫۰۰۰ | ۰٫۰۰۰ | ۰٫۰۰۰ | ۰٫۰  | ۰٫۰ | ۰٫۰ | ۰٫۰ | ۰٫۰  |
| Aaron Williams    | ۵  | ۰  | ۱۴٫۲ | ۰٫۴۲۳ | ۰٫۰۰۰ | ۰٫۷۵۰ | ۴٫۲  | ۰٫۸ | ۰٫۲ | ۱٫۴ | ۵٫۶  |